# Isochromodes submarginata
Isochromodes submarginata là một loài bướm đêm trong họ Geometridae.